# Bette Kane
Bette Kane è un personaggio dei fumetti DC Comics. La sua prima apparizione è negli anni sessanta come Betty Kane, alias la prima Batgirl. Più tardi, il suo nome è stato modificato in Bette Kane e ha assunto l'identità di Flamebird. Bette è nipote della prima Batwoman (Katherine "Kathy" Webb-Kane) e cugina della seconda Batwoman (Katherine "Kate" Kane).

## Poteri e abilità
Flamebird è un atleta eccezionale, dotata di un ottimo equilibrio ed è un'ottima acrobata. Si è anche allenata in varie arti marziali, diventando un'esperta nel combattimento corpo a corpo. Come Batman, Flamebird ha una cintura multiuso che contiene un rampino, delle granate a gas, maschera antigas, razzi, torcia, radio/trasmettitore, manette, lame da lancio a forma di uccello (Bird-A-rangs), e un kit di emergenza medica. Ha aumentato il suo arsenale dotando la sua maschera con lenti in grado di emettere potenti esplosioni di luce accecante, e ha creato bolas simili a uccelli che possono fulminare chiunque colpiscano.

## Altri media

### Televisione

#### Animazione
Bette Kane compare in Young Justice doppiata da Alyson Stoner.

#### Arrowverse
Bette Kane compare in Batwoman interpretata da Nicole Kang.

### Videogiochi
Bette Kane compare in Scribblenauts Unmasked.